# Ruud Gullit
Ruud Gullit (ur. 1 września 1962 w Amsterdamie jako Rudi Dil) – holenderski trener piłkarski i piłkarz. Wybrany Europejskim Piłkarzem Roku 1987 i najlepszym zawodnikiem świata według FIFA w 1987 roku.

## Kariera piłkarska
Ruud Gullit rozpoczynał swoją piłkarską karierę w klubie z miasta Haarlem o nazwie HFC Haarlem, następnie przeniósł się do lepszych zespołów z Eredivisie: Feyenoordu i PSV Eindhoven. Następnie prezydent A.C. Milanu Silvio Berlusconi ściągnął go na San Siro, gdzie zaoferował mu rekordową gażę 6 milionów funtów. Grając dla wielkiego Milanu późnych lat 80., w którym grały m.in. takie gwiazdy jak Marco van Basten, Frank Rijkaard, Paolo Maldini czy Franco Baresi, Gullit pomógł klubowi w wywalczeniu trzech tytułów mistrzowskich w Serie A oraz dwóch w Pucharze Europy Mistrzów Krajowych w 1989 i 1990. Gullit był znany z powodu swoich umiejętności wyskoku do piłki i gry głową, które wyróżniały się spośród jego wielkiego talentu kreowania gry (grał na pozycji ofensywnego pomocnika). Ruud był jednym z najlepszych piłkarzy w historii Holandii oraz podstawowym zawodnikiem reprezentacji Niderlandów, którą doprowadził do jedynego w historii tytułu, Mistrzostwa Europy 1988.
W 1995 r. podpisał kontrakt z Chelsea F.C. na zasadzie wolnego transferu. Początkowo grał według taktyki trenera Glenna Hoddle’a na pozycji defensywnej, jednak później został przesunięty do środka, dzięki czemu zdobył sześć bramek. Latem 1996 Hoddle opuścił klub ze Stamford Bridge i został trenerem reprezentacji Anglii, a Gullit został grającym menedżerem Chelsea.

## Kariera trenerska
Początek jego kariery menedżerskiej był obiecujący. W pierwszym sezonie, 1996/1997, zdobył z zespołem Chelsea F.C. Puchar Anglii, pierwsze poważne trofeum od 26 lat. Gullit doprowadził także klub do zaskakująco wysokiej szóstej pozycji w tabeli Premier League w tym samym roku. W kolejnym sezonie powiodło mu się jeszcze lepiej, zajął w lidze 4. miejsce i doszedł do ćwierćfinałów Pucharu Anglii. Został jednak zwolniony z klubu po nieporozumieniach związanych z finansami.
W 1998 został menedżerem klubu Newcastle United, gdzie od razu obiecał sukcesy. W pierwszym sezonie dotarł do finału Pucharu Anglii. W kolejnym sezonie, w którym zawód przyniósł pech gwiazdy klubu Alana Shearera, Gullit pokłócił się z kapitanem klubu Robertem Lee i zrezygnował z funkcji po 5 meczach sezonu 1999/2000, po porażce ligowej z lokalnym rywalem Sunderlandem. Mówi się, że jego decyzja i tak była konieczna, gdyż Gullit był przygotowywany do zwolnienia z pracy. Kolejne kilka lat pracował okazjonalnie jako ekspert piłkarski. Przed sezonem 2004/2005 został trenerem swojego byłego klubu Feyenoordu, jednakże zrezygnował po zakończeniu tego samego sezonu z powodu braku zdobytych tytułów. Od 2007 do 2008 roku prowadził Los Angeles Galaxy. Następnie pracował dla swojego byłego klubu, Milanu, gdzie zajmował się skautingiem. Od stycznia do czerwca 2011 roku był trenerem Terieku Grozny. W latach 2017–2018 był asystentem trenera reprezentacji Holandii.
Gullit jest kibicem Feyenoordu. Jego syn Maxim Gullit gra w Cambuur.

## Odznaczenia
- 1997:  Komandor Orderu Dobrej Nadziei (RPA)[3]